# Lype flavospinosa
Lype flavospinosa är en nattsländeart som beskrevs av Martin E. Mosely 1930. Lype flavospinosa ingår i släktet Lype och familjen tunnelnattsländor. Inga underarter finns listade i Catalogue of Life.